# Florence Vos Weeda
 (janvier 2019).
Si vous disposez d'ouvrages ou d'articles de référence ou si vous connaissez des sites web de qualité traitant du thème abordé ici, merci de compléter l'article en donnant les références utiles à sa vérifiabilité et en les liant à la section « Notes et références ».
Florence Vos Weeda, née le 9 juin 1996 à Amersfoort, est une actrice néerlandaise.

## Filmographie

### Cinéma
- 2015 : Ventoux : La fille de Bart
- 2016 : Renesse : Laudien
- 2017 : Fractie : Julia

### Téléfilms
- 2015-2017 : SpangaS : Juliëtte Vrolijks
- 2016 : Weemoedt (nl) : Claudia 's Gravenzande
- 2017 : Flikken Rotterdam (nl) : Sanne van Weelden